# كريستين لافرانسداتر

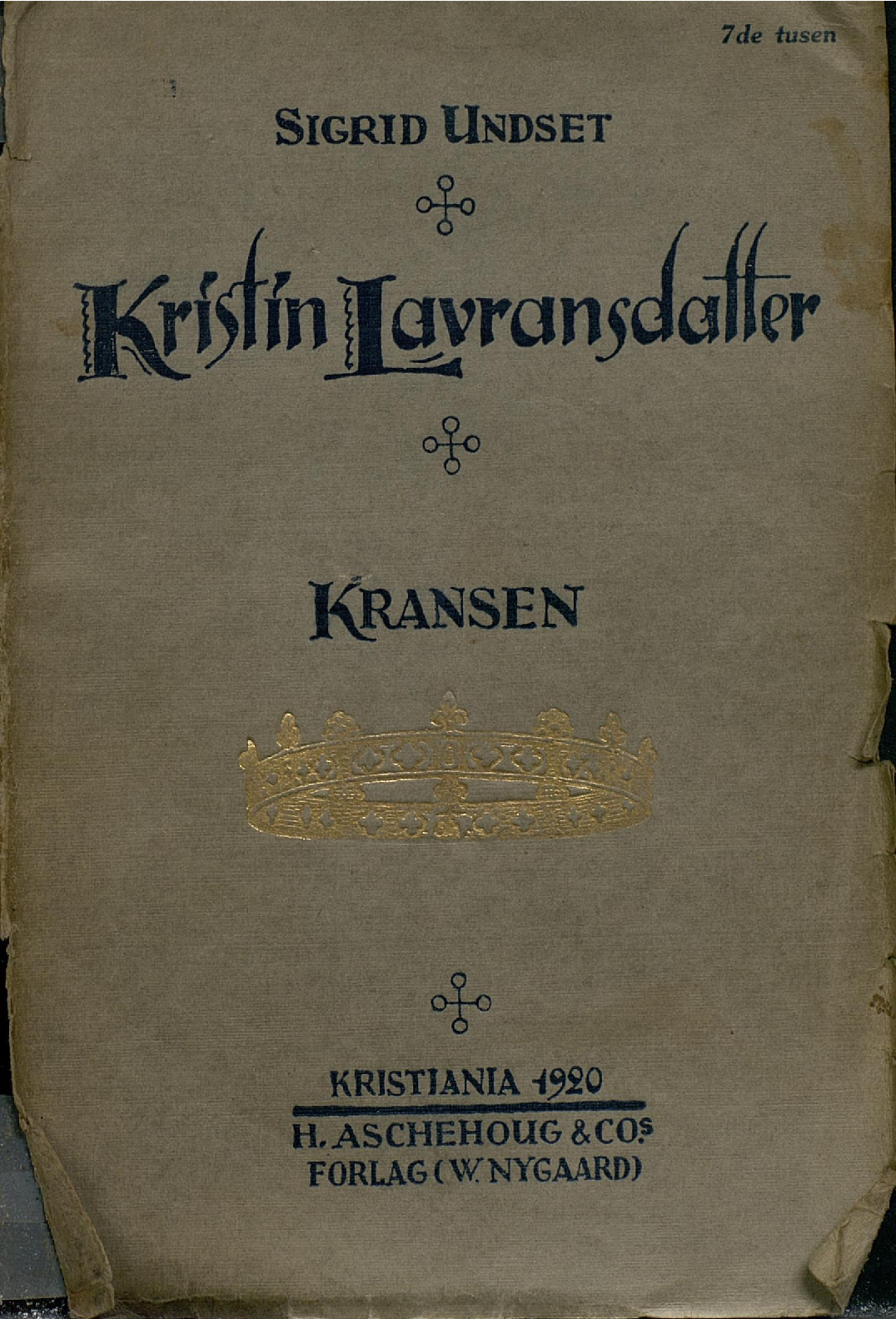
تغطية كريستين لافرانسداتر

كريستين لافرانسداتر هو الاسم الشائع للثلاثية الروائية التي كتبتها سغريد أوندست، ونُشرت بين عامي 1920 و1922. تُعد هذه الثلاثية أشهر أعمال الكاتبة النرويجية، التي حصلت على جائزة نوبل للآداب.تقديرًا لإسهاماتها الأدبية.ترجمها للعربية توفيق الأسدي سنة 2011 وصدرت عن دار المدى. .الروايات نفسها تحمل العناوين التالية: "Kransen" (التاج)، وقد نُشرت لأول مرة عام 1920، و"Husfrue" (الزوجة)، نُشرت عام 1921، و"Korset" (الصليب)، نُشرت عام 1922. وقد تُرجمت رواية Husfrue إلى اللغة الفرنسية تحت عنواني "الزوجة الوفية" أو "سيدة هوسابي" .هذا العمل كان السبب الرئيسي في منح جائزة نوبل للآداب لعام 1928 للكاتبة سغريد أوندست، وذلك "بشكل خاص بسبب وصفها القوي للحياة الإسكندنافية في العصور الوسطى"؛ وقد نال هذا العمل إعجابًا واسعًا لما يتمتع به من دقة تاريخية وإثنوغرافية.

## نبذة
يتتبّع هذا العمل حياة كريستين لافرانسداتر، وهي امرأة نرويجية خيالية عاشت في القرن الرابع عشر. نشأت كريستين في بلدة سيل الواقعة في وادي غودبراندسدالن، وكانت ابنة لفلاح مؤثر ومحترم. خلال حياتها، واجهت العديد من الصراعات في علاقاتها مع والديها وزوجها إيرليند، في سياق المجتمع النرويجي في العصور الوسطى؛ وكانت تجد الراحة والعزاء في إيمانها الكاثوليكي. وتنقلنا القصة عبر مراحل حياتها وسط مجتمع زراعي صارم ومتشدد دينياً واجتماعياً.تبدأ الرواية الأولى،"إكليل العروس"،وهي الجزء الأول من الثلاثية،حيث لا يمكن اعتباره رواية قائمة بذاتها، بل هو تمهيد مهم للغاية للأجزاء اللاحقة، التي تظهر عمقًا أكبر في تطور الأحداث والشخصيات. لذا على القارئ أن يكون مستعدًا لخوض رحلة طويلة وشاملة مع هذه الثلاثية، لتجربة متكاملة تأخذ القارئ من مرحلة الصراع والتمهيد إلى التعقيد والتحولات النفسية والاجتماعية العميقة.،تبدأ القصة بمواجهة كريستين لصراع داخلي عميق بين الزواج المرتب الذي ينتظرها وبين انجذابها لشاب جريء وجذاب يدعى إيرليند نيكولاوسون.هذا الصراع يشكل القلب النابض للسرد، ويطرح قضايا حول حرية الاختيار، والشهوة، والالتزام الاجتماعي.أما الكتابان الثاني والثالث،"الزوجة"و"الصليب"،فيتابعان تبعات تلك القرارات، بما في ذلك رحلة كريستين في إيمانها الكاثوليكي المضطرب، وحياتها العائلية المعقدة، والصراعات النفسية والاجتماعية التي تواجهها. ومن المثير للاهتمام أن نشر الكتب كان متتاليًا على مدار ثلاث سنوات.

## البعد التاريخي والإنساني
الرواية تتميز بأسلوب كتابة سلس ومنساب، على صعيد الشخصيات،فطريقة أوندست في إظهار الطبائع البشرية المعقدة، والتي تحمل الكثير من العيوب، لكنها تبقى حقيقية وواقعية. هذا التشابه مع أعمال توماس هاردي وسومرست موم، حيث تتشابك التراجيديا والرومانسية مع تحولات الحياة، يمنح الرواية بعدًا نفسيًا وإنسانيًا عميقًا.ومن الناحية الاجتماعية والتاريخية، تقدم الرواية تصويرًا دقيقًا للحياة في المجتمع الزراعي الإقطاعي في العصور الوسطى، مع الإضاءة على طبقات المجتمع المختلفة وكيفية إدارة الأراضي، مثل مقارنة بين مزرعة كريستين "جورونغارد" ومزرعة إيرليند "هوسابي". هذا التصوير يعكس حجم وتعقيد المجتمع دون أن يربك القارئ، حيث يتم تقديم المعلومات والشخصيات بطريقة تجعل القارئ يشعر وكأنه يعيش ضمن سياق القصة وليس مجرد متفرج عليها.

## البعد الديني
كما أن الدين يحتل مكانة مركزية في الرواية، حيث لا يظهر فقط كخلفية زمنية، بل يتغلغل في حياة كريستين ونفسيّتها. وهذا ما سبب بعض الإشكاليات عند الكاتب، حيث لاحظ أن بعض جوانب التصوير المسيحي لم تعالج بشكل كامل، خصوصًا فيما يتعلق بتحولات درامية في "الإكليل" وتأثيرها على مسار الفداء في الأجزاء اللاحقة. هذا يعكس تعقيدات تصوير الدين في الأدب التاريخي، خاصة عندما تكون الرواية من منظور فردي يتداخل فيه الصراع الداخلي مع المعتقدات الاجتماعية.وبشكل عام، يمكن اعتبار ثلاثية كريستين لافراندساتر واحدة من أفضل الروايات التاريخية التي تصف العصور الوسطى بشكل واقعي وشاعري في آن معًا. تقدم العمل نافذة نادرة على مجتمع نسائي في ظل نظام اجتماعي أبوي صارم، مع عدم التجميل أو التنميق، مما يجعلها قراءة ضرورية لمن يرغب في فهم تفاصيل الحياة اليومية في تلك الحقبة، خاصة لمن ليست لديهم معرفة سابقة كافية عن القرن الرابع عشر.وفي النهاية،فالثلاثية ليست مجرد قصة رومانسية أو دراما تاريخية، بل رواية تحفر في أعماق المجتمع والعلاقات الإنسانية والدين والهوية في زمن مضى، وتجمع بين الدقة التاريخية والكتابة الأدبية الرصينة، لتقدم عملًا أدبيًا خالدًا يمكنه أن يلامس القارئ من كل الاتجاهات.